# Avicularia
Avicularia è un genere di ragni arboricoli della famiglia Theraphosidae, originario del Sud America.
È l'unico genere della sottofamiglia Aviculariinae.

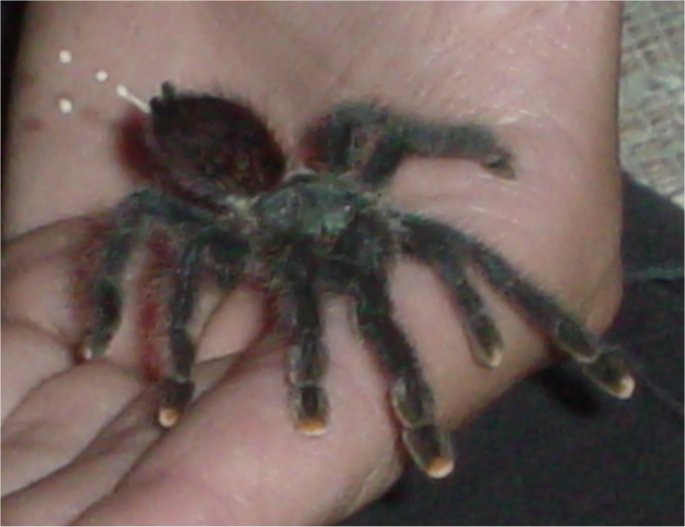
Un Avicularia avicularia mentre lancia i suoi escrementi come difesa.

Una delle caratteristiche delle Avicularia è la loro tecnica di difesa. Anche se in caso di pericolo tendono a scegliere la fuga, possono lanciare uno spruzzo dei propri escrementi fino ad un metro di distanza.

## Storia e habitat
Le prime testimonianze scritte dell'esistenza di questo genere di ortognati risalgono infatti al 1705, epoca in cui una naturalista svizzera di nome Maria Sibylla Merian, in visita in Suriname, osservò e descrisse per la prima volta un 'grosso ragno peloso', cui venne dato il nome di 'Avicularia' (Avi = uccelli, cularia = mangiatrice).
È evidente, che le conoscenze maturate su questo genere di terafosidi siano indubbiamente molte; sia in ambito naturalistico, sia in ambito prettamente terraristico.
Sono diffuse in un areale estremamente vasto, che va dalle foreste pluviali dell'Ecuador, a quelle del Perù, passando per la foresta amazzonica, nonché per tutte le isole centro e sudamericane. Sicuramente, pensando ad un simile areale, non c'è da stupirsi del vasto numero di specie di cui il genere Avicularia si compone.

## Specie
- Avicularia affinis (Nicolet, 1849) - Cile
- Avicularia alticeps (Keyserling, 1878) - Uruguay
- Avicularia ancylochira Mello-Leitão, 1923 - Brasile
- Avicularia anthracina (C.L. Koch, 1842) - Uruguay
- Avicularia aurantiaca Bauer, 1996 - Perù
- Avicularia avicularia (Linnaeus, 1758) - dal Costarica al Brasile, detta anche Pinktoe tarantula
- Avicularia aymara (Chamberlin, 1916) - Perù
- Avicularia azuraklaasi Tesmoingt, 1996 - Perù
- Avicularia bicegoi Mello-Leitão, 1923 - Brasile
- Avicularia borelli (Simon, 1897) - Paraguay
- Avicularia braunshauseni Tesmoingt, 1999 - Brasile, detta anche Goliath pinktoe
- Avicularia caesia (C. L. Koch, 1842) - Puerto Rico
- Avicularia cuminami Mello-Leitão, 1930 - Brasile
- Avicularia detrita (C. L. Koch, 1842) - Brasile
- Avicularia diversipes (C. L. Koch, 1842) - Brasile
- Avicularia doleschalli (Ausserer, 1871) - Brasile
- Avicularia exilis Strand, 1907 - Suriname
- Avicularia fasciculata Strand, 1907 - America meridionale
- Avicularia geroldi Tesmoingt, 1999 - Brasile
- Avicularia glauca Simon, 1891 - Panama
- Avicularia gracilis (Keyserling, 1891) - Brasile
- Avicularia guyana (Simon, 1892) - Guyana
- Avicularia hirsuta (Ausserer, 1875) - Cuba
- Avicularia holmbergi Thorell, 1890 - Guyana Francese
- Avicularia huriana Tesmoingt, 1996 - Ecuador, detta anche Ecuadorian woolly
- Avicularia juruensis Mello-Leitão, 1923 - Brasile, detta anche Yellow-banded pinktoe
- Avicularia laeta (C. L. Koch, 1842) - Brasile, Puerto Rico
- Avicularia leporina (C. L. Koch, 1841) - Brasile
- Avicularia metallica Ausserer, 1875 - Suriname, detta anche White-toe tarantula
- Avicularia minatrix Pocock, 1903 - Venezuela, detta anche Venezuelan redstripe
- Avicularia nigrotaeniata Mello-Leitão, 1940 - Guyana
- Avicularia obscura (Ausserer, 1875) - Colombia
- Avicularia ochracea (Perty, 1833) - Brasile
- Avicularia palmicola Mello-Leitão, 1945 - Brasile
- Avicularia panamensis (Simon, 1891) - Messico, Guatemala, Panama
- Avicularia parva (Keyserling, 1878) - Uruguay
- Avicularia plantaris (C. L. Koch, 1842) - Brasile
- Avicularia pulchra Mello-Leitão, 1933 - Brasile
- Avicularia purpurea Kirk, 1990 - Ecuador, detta anche Ecuadorian purple
- Avicularia rapax (Ausserer, 1875) - America meridionale
- Avicularia recifiensis Struchen & Brändle, 1996 - Brasile
- Avicularia rufa Schiapelli & Gerschman, 1945 - Brasile
- Avicularia rutilans Ausserer, 1875 - Colombia
- Avicularia soratae Strand, 1907 - Bolivia
- Avicularia subvulpina Strand, 1906 - America meridionale
- Avicularia surinamensis Strand, 1907 - Suriname
- Avicularia taunayi (Mello-Leitão, 1920) - Brasile
- Avicularia tigrina (Pocock, 1903) - Uruguay
- Avicularia ulrichea Tesmoingt, 1996 - Brasile
- Avicularia urticans Schmidt, 1994 - Perù, detta anche Peruvian pinktoe
- Avicularia velutina Simon, 1889 - Venezuela

- Avicularia violacea (Mello-Leitão, 1930) - Brasile
- Avicularia walckenaeri (Perty, 1833) - Brasile

## Galleria d'immagini

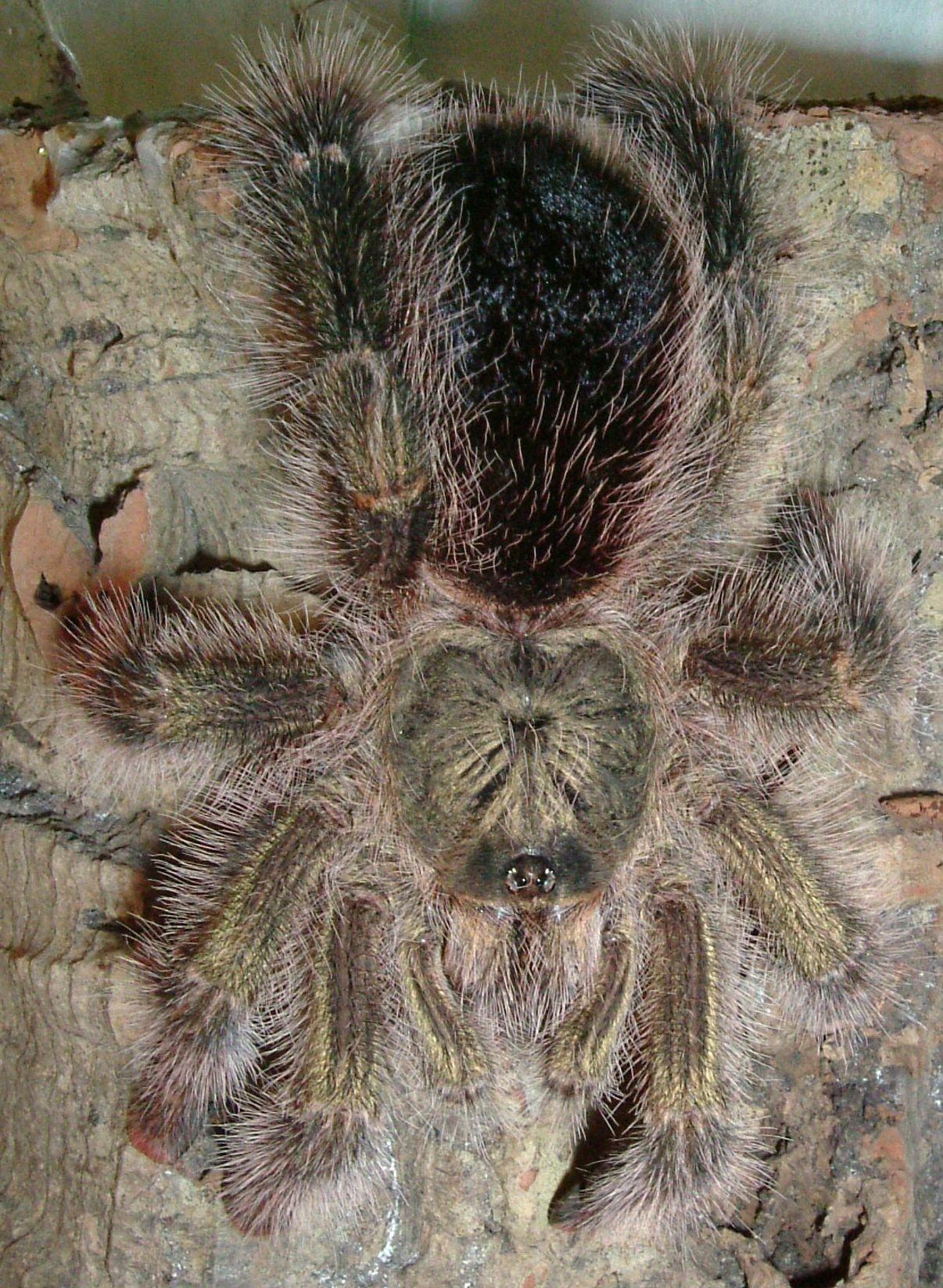
Avicularia aurantiaca
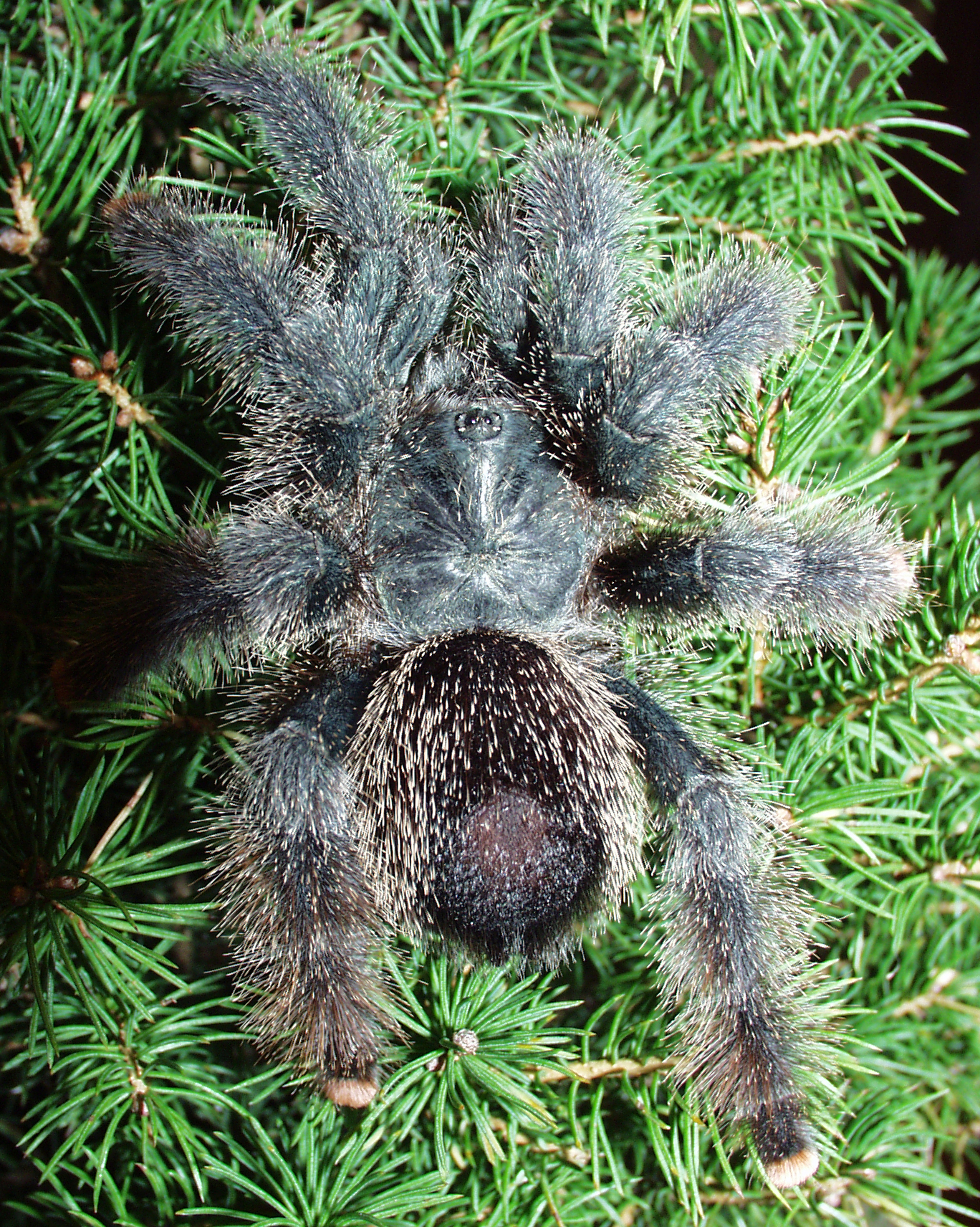
Avicularia metallica
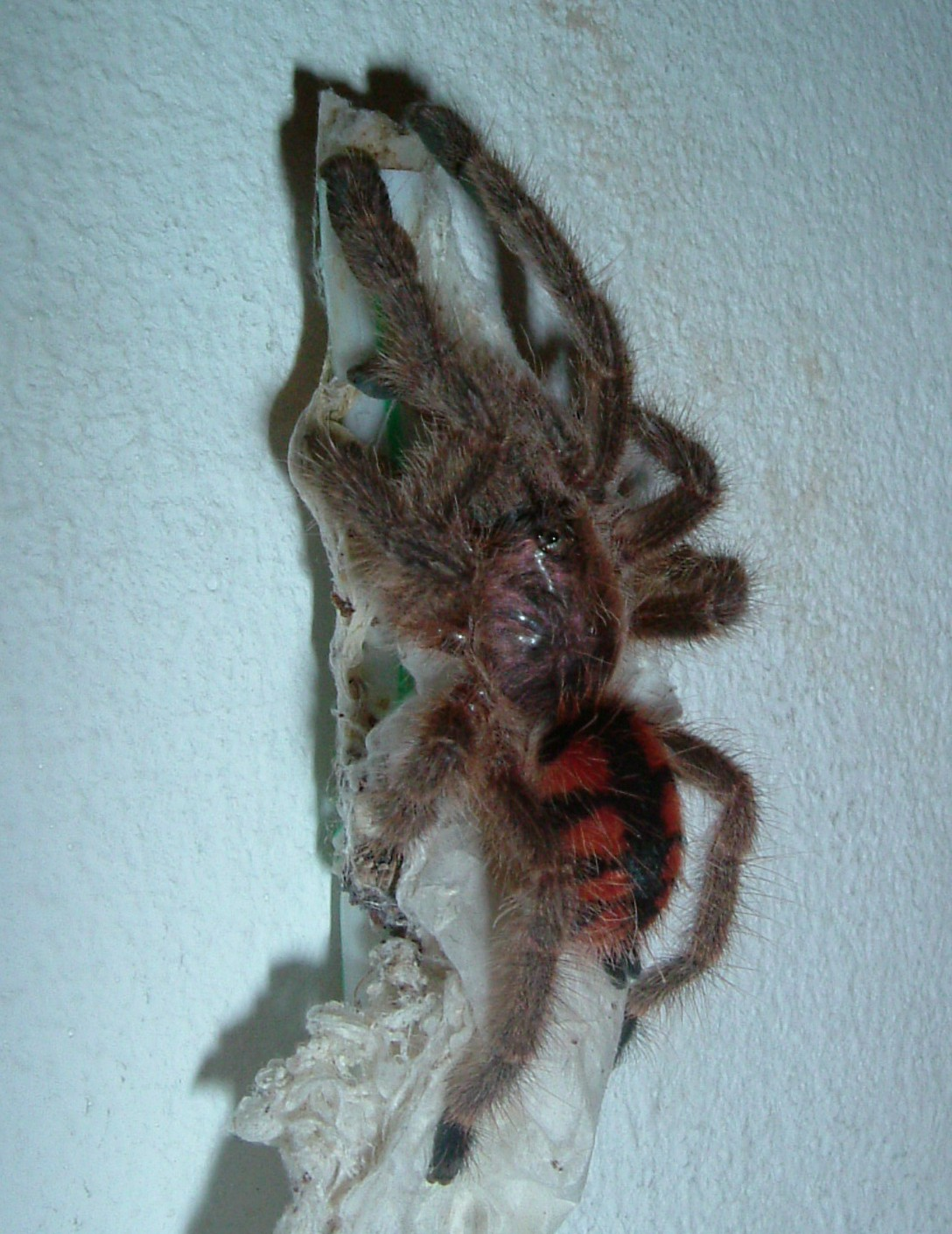
Avicularia minatrix
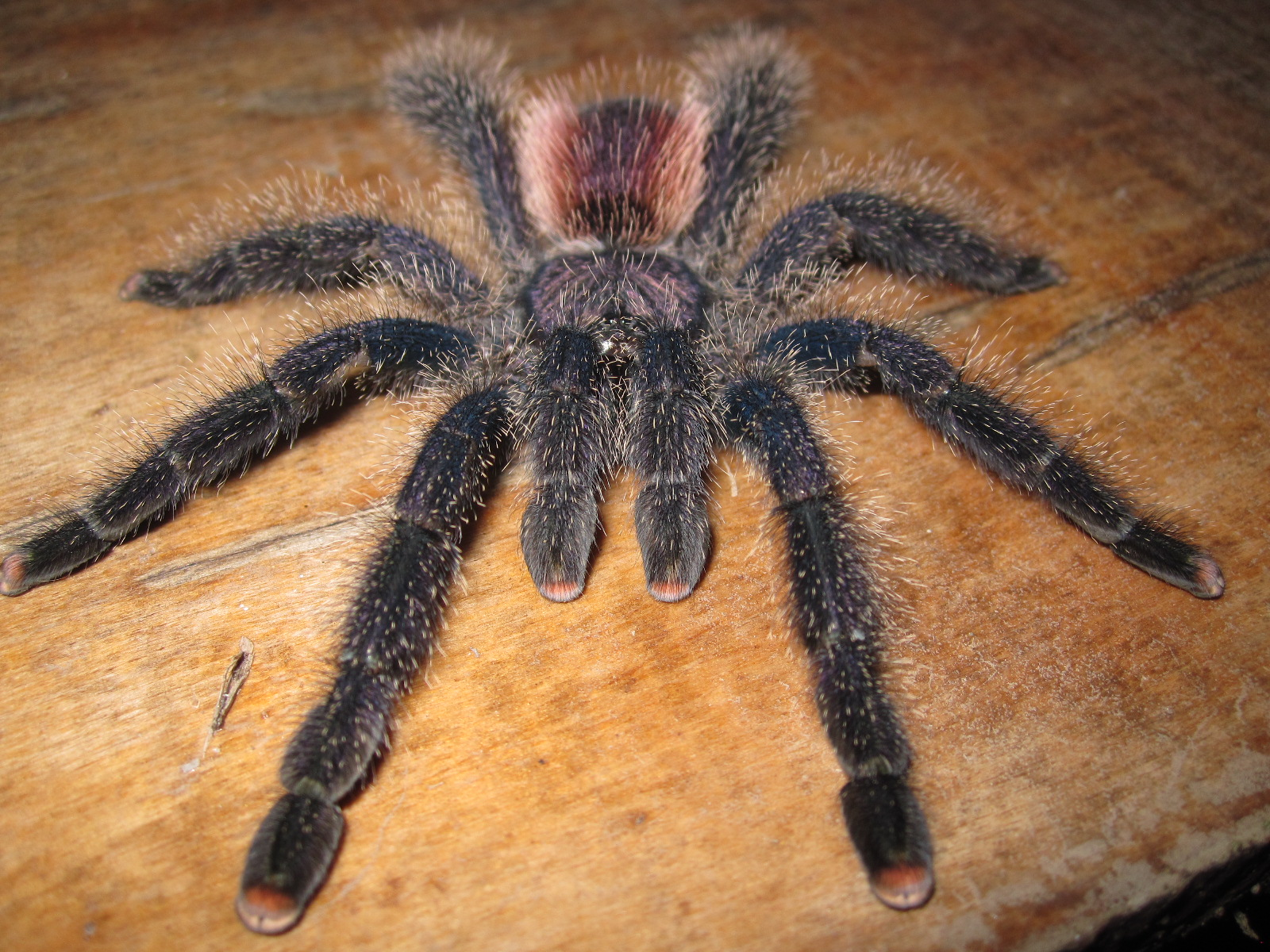
Avicularia urticans
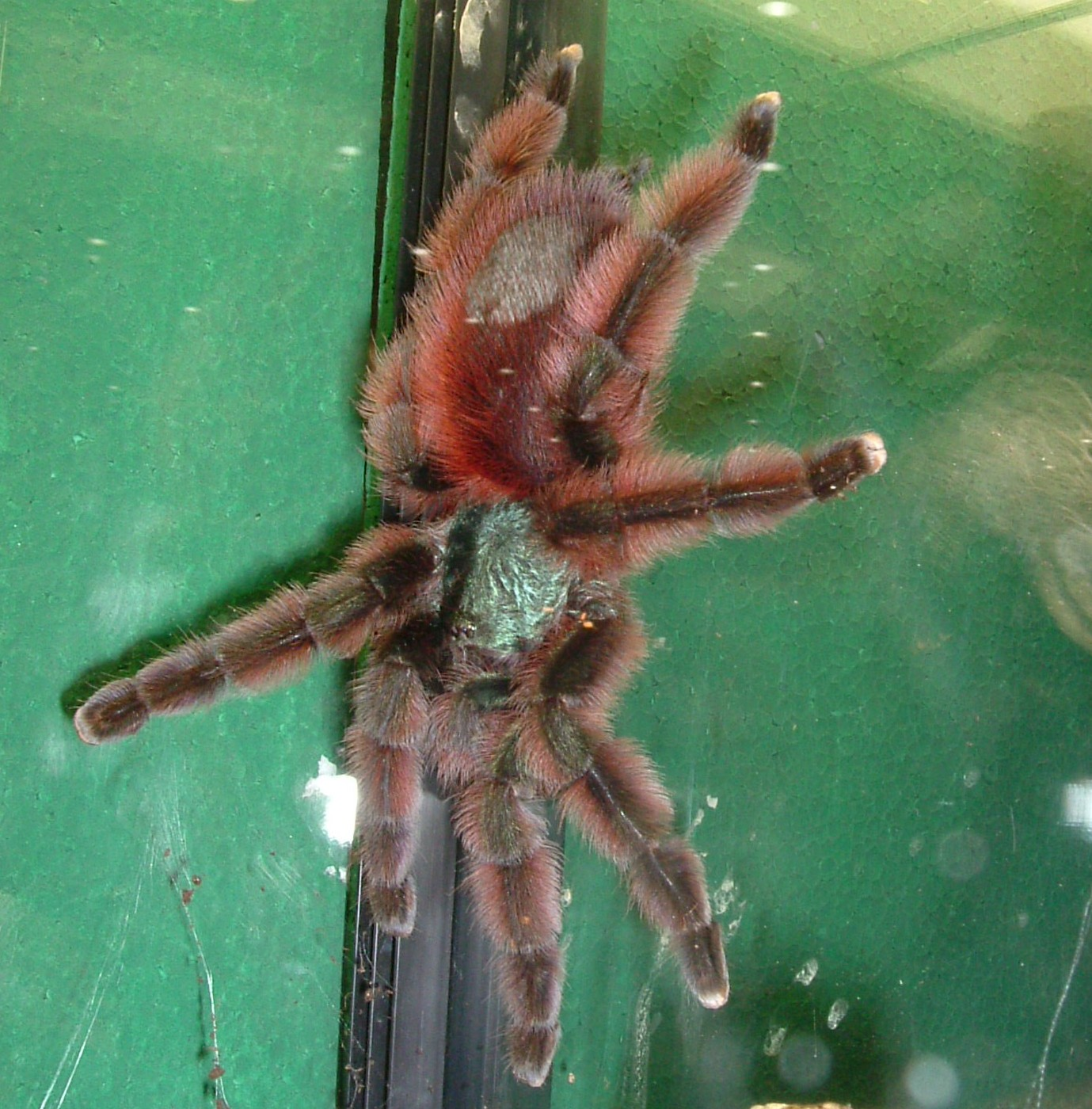
Avicularia versicolor
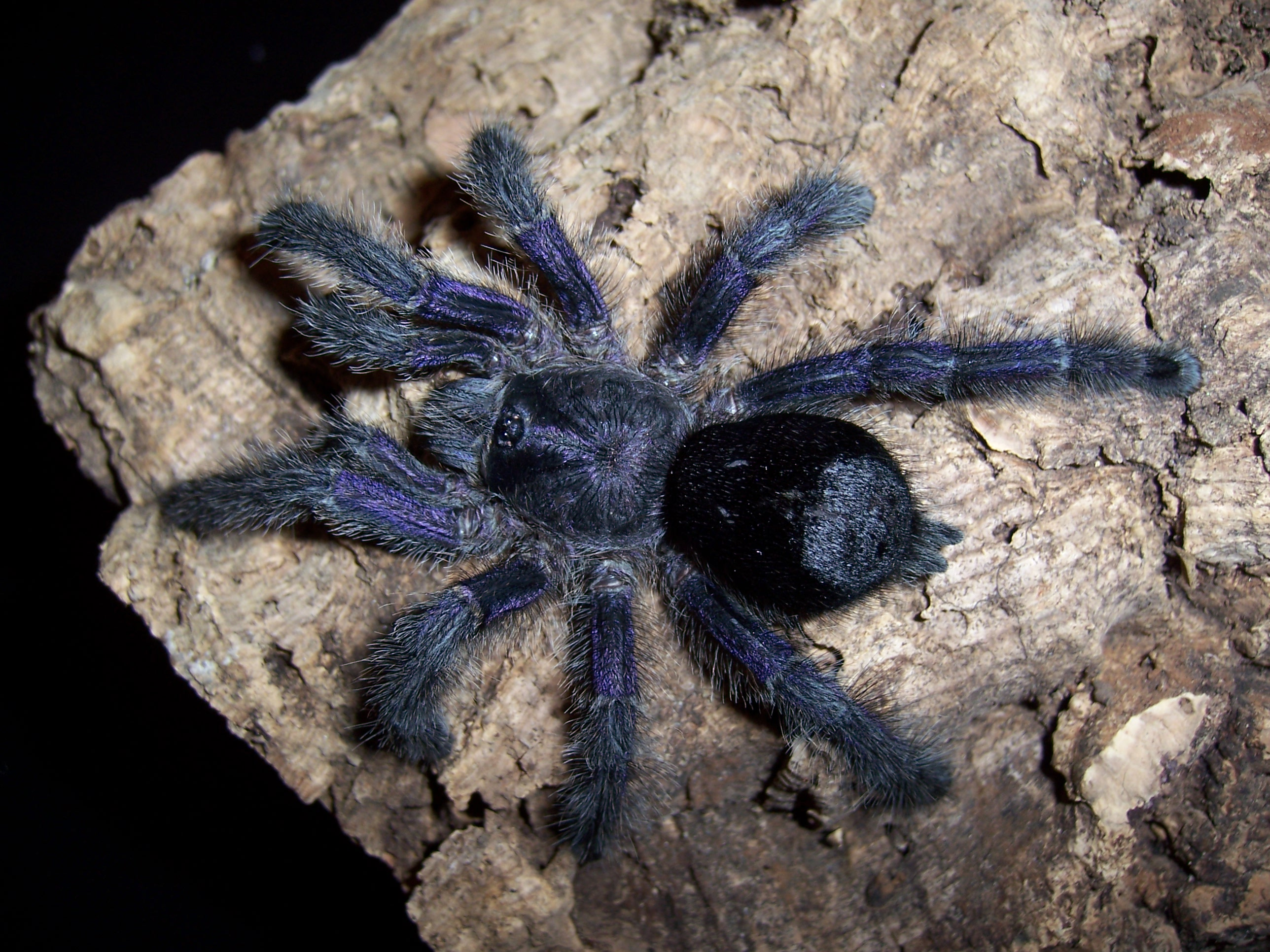
Avicularia purpurea